# Fenja et Menja

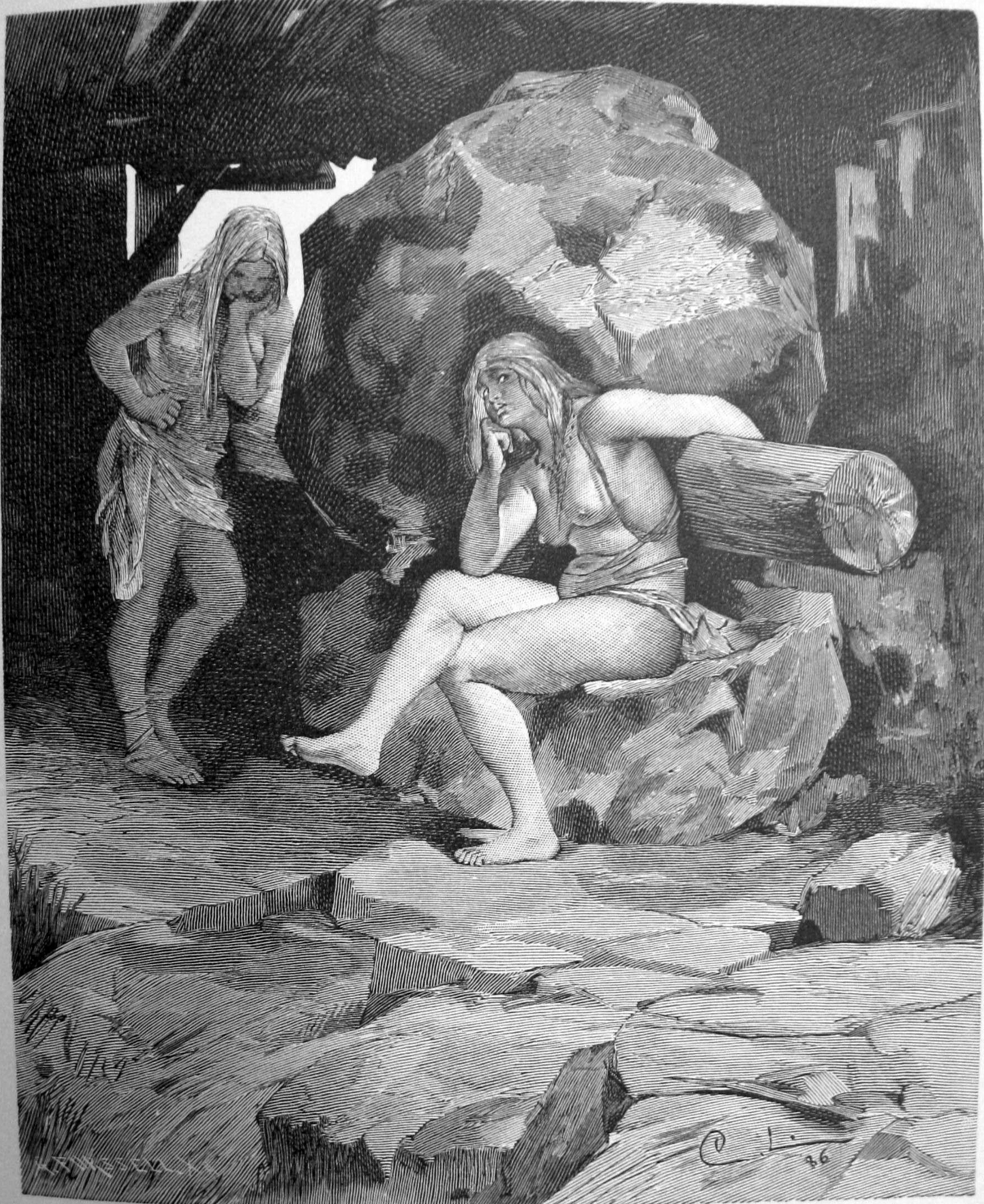
Fenja et Menja

Fenja (peut-être « habitante des marais »,) et Menja (étymologie incertaine) sont deux géantes de la mythologie nordique. Elles apparaissent dans le Gróttasöngr, un poème souvent considéré comme faisant partie de l’Edda poétique bien que préservé uniquement dans l’Edda de Snorri Sturluson (Skáldskaparmál, 43), où il est précédé d'un récit en prose destiné à expliquer pourquoi l'or peut être désigné par la kenning « farine de Fróði ».
Le roi légendaire de Danemark Fróði possédait un moulin du nom de Grótti, capable de moudre tout ce qu'on lui demandait, mais ses meules étaient si grandes que nul n'était capable de les faire tourner, jusqu'à ce que le roi achète en Suède deux servantes grandes et fortes, Fenja et Menja. Il leur fit moudre de l'or, la paix et la prospérité, ne leur laissant aucun moment de repos. Tout en travaillant, elles déclamèrent le chant appelé Gróttasöngr (« Chant de Grótti »). Elles y évoquent leur origine - elles sont filles des géants Idi et Aurnir - leur force et leurs exploits au combat, puis, déplorant leur condition, elles annoncent la chute de Fróði. Elles moulurent en effet une armée dirigée par un dénommé Mýsingr, qui tua Fróði et emmena le moulin et les géantes sur son bateau. Il leur demanda de moudre du sel, ce qu'elles firent jusqu'à faire couler le bateau. Un tourbillon se créa quand la mer s'engouffra dans le trou de la meule. Ce naufrage explique que la mer soit salée. 
Les noms de Fenja et Menja se retrouvent dans des kenningar désignant l'or : « farine de Fenja » (Fenju meldr), dans l’*Øxarflokkr d'Einarr Skúlason (en) (6) et dans une lausavísa de Þórmóðr kolbrúnarskáld, « travail de Fenja » (Fenju forverk), dans le Bjarkamál en fornu (4), etc.
Fenja et Menja sont évoquées par Monique Wittig : « Amantes célèbres, ces deux géantes de l’âge de bronze vivaient et travaillaient ensemble en Scandinavie. Elles faisaient tourner une monstrueuse meule à moulin dont la pierre était de la taille d’une montagne. Fenja et Menja se protégeaient l’une l’autre contre le froid polaire, la nuit. Elles se tenaient si étroitement serrées qu’on dit encore "être comme Fenja et Menja" ».
Pour Régis Boyer, le rythme lent et les répétitions du récit (« Nous moulons, nous moulons ») lui donnent pour origine possible un chant de travail ou d’esclaves.
Elles apparaissent dans l'avant dernier chapitre chapitre : "Un moulin appelé grotte" du roman de Johannes V. Jensen, La Chute du Roi. Leur apparition annonce la mort du personnage principal, Mykkel Thorgersen. Jensen donne aux esclaves et au moulin une symbolique cosmique. Elles moulent en effet le monde et tous les êtres qui le composent, le temps qui passe, la mort, la naissance et le renouveau.